# Parti libéral démocrate (Pays-Bas)
Pour les articles homonymes, voir Parti libéral démocrate.
Le Parti libéral démocrate (Liberaal Democratische Partij) aux Pays-Bas a été fondé en août 2006.